# 石綿症
石綿症（せきめんしょう）はアスベストによる長期にわたる肺の炎症と肺線維症のことである。症状は息切れ、咳、喘鳴、胸痛があげられる。合併症には肺癌、中皮腫、肺性心疾患があげられる。
石綿症は 一般的に比較的長期にわたり多量のアスベストに曝され、アスベスト繊維を吸入することにより発症する。一般的に長期間多量のアスベストに曝される環境は、アスベストを扱う職場である。すべての種類のアスベスト繊維が懸念される。一般的に現在既存しているアスベストはそのまま放置しておくことが勧められる。石綿症はアスベストに曝された期間と量にくわえ医用画像に基づき診断される。石綿症は一種の特発性肺線維症である。
石綿症に対する治療はない。石綿症を発症した場合、インフルエンザ予防接種、肺炎球菌予防接種、酸素療法、喫煙を止めること、などが推奨される。2015年には157,000人が石綿症を発症し、3,600人が死亡した。多くの国ではアスベストの使用を禁止し、石綿症を防ぐ取組みがされている。